# Untertalheim
Untertalheim è una frazione (Stadtteil) della città di Horb am Neckar, nel land del Baden-Württemberg, in Germania.

## Storia
Già comune autonomo, fu soppresso e incorporato a Horb am Neckar il 1º luglio 1971.
| Controllo di autorità | GND (DE) 1059177358 |